# Andrzej Bielski (aktor)
Andrzej Bielski (ur. 29 listopada 1934 w Warszawie, zm. 3 października 1996 we Wrocławiu) – polski aktor teatralny i filmowy.
Występował w Teatrze Domu Wojska Polskiego (1953–1954), warszawskiej Estradzie (1954-57), Teatrze Ziemi Opolskiej (1959-60), Teatrze Laboratorium (1960-65), a także Teatrze Współczesnym we Wrocławiu (od 1965 aż do śmierci).

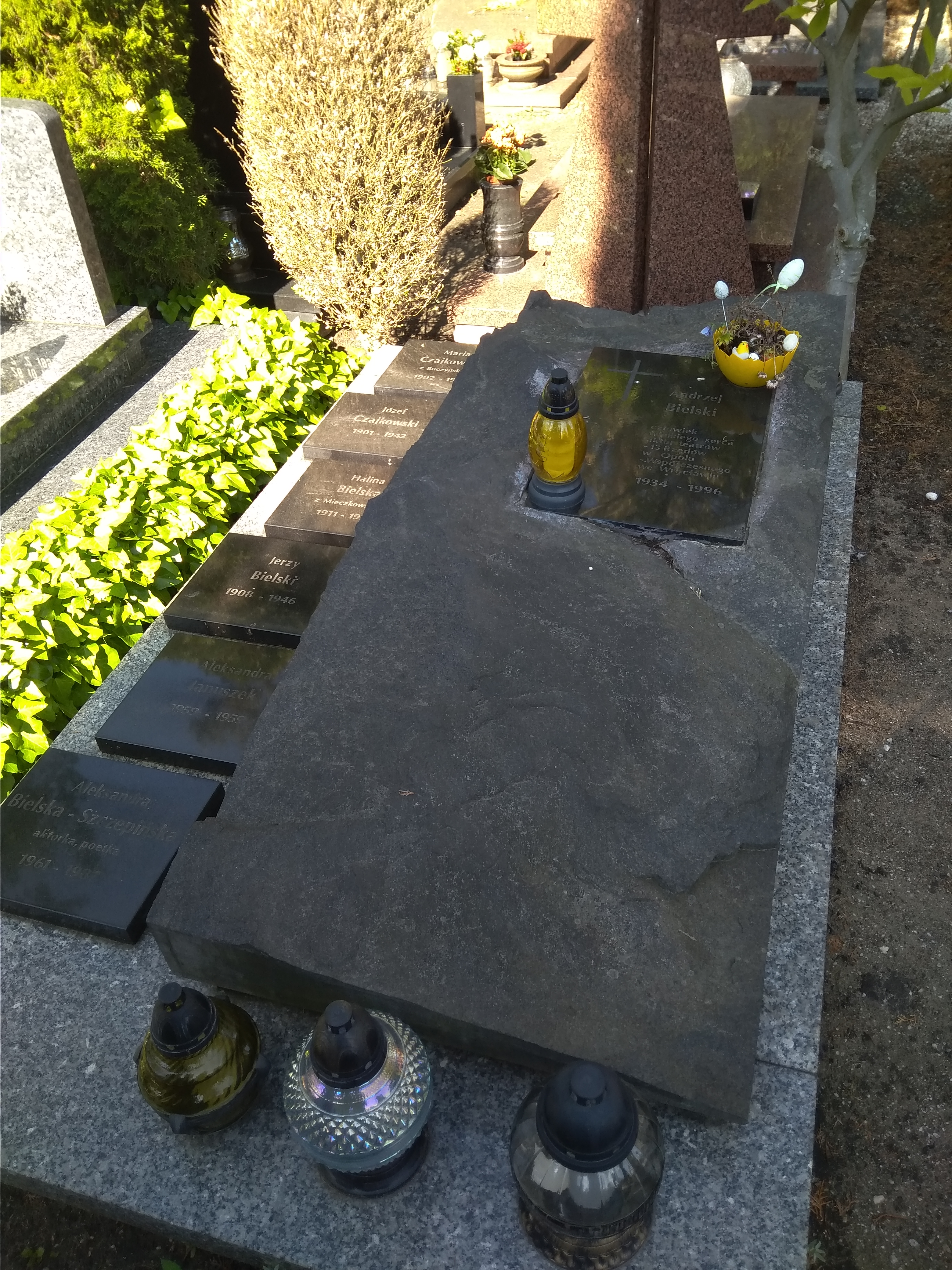
Grób Andrzeja Bielskiego na Cmentarzu Grabiszyńskim we Wrocławiu (pole 49A, grób 199, rząd 28)

## Filmografia
- 1968: Stawka większa niż życie – tajniak w ciemnym płaszczu na peronie dworca Berlin – Ostbahnhof (odc. 12)
- 1970: Martwa fala
- 1971: Meta
- 1971: Trąd
- 1972: Fortuna − Jasio
- 1972: Gruby − złodziej (odc. 1 i 7)
- 1972: Uciec jak najbliżej
- 1972: Z tamtej strony tęczy
- 1973: Zasieki
- 1975: Grzech Antoniego Grudy
- 1975: Po prostu żołnierz − tłumacz
- 1976: Zanim nadejdzie dzień − milicjant zatrzymujący "Ułana"
- 1978: Wśród nocnej ciszy − wywiadowca
- 1978: Życie na gorąco (odc. 9)
- 1979: Gazda z Diabelnej (odc. 3)
- 1980: Misja (odc. 3)
- 1980: Panienki − chory
- 1981: Wolny strzelec
- 1982: 3+jedna
- 1982: Popielec − wikary (odc. 2, 3 i 9)
- 1982: Wielki Szu
- 1982: Wilczyca − lokaj wzywający lekarza
- 1982: Wyjście awaryjne − lekarz
- 1983: Dzień kolibra − pilot na uroczystości nadania szkole im. Żwirki i Wigury
- 1983: Na krawędzi nocy − funkcjonariusz UB
- 1983: Na straży swej stać będę
- 1983: Piętno
- 1983: Podróż nad morze
- 1984: Baryton
- 1984: Jak się pozbyć czarnego kota
- 1984: Kim jest ten człowiek
- 1984: Trapez (odc. 4)
- 1985: Kukułka w ciemnym lesie − członek Komisji Identyfikacyjnej
- 1985: Lubię nietoperze − pacjent w klinice Junga
- 1985: Ognisty anioł − prałat
- 1985: Przyłbice i kaptury − komtur krzyżacki (odc. 1, 6 i 9)
- 1986: Ucieczka
- 1986: Na kłopoty… Bednarski − gestapowiec (odc. 4 i 7)
- 1989: Czarny wąwóz

## Odznaczenia i nagrody
- Krzyż Kawalerski Orderu Odrodzenia Polski (1988)
- Złoty Krzyż Zasługi (1978)
- Srebrny Krzyż Zasługi (1972)
- Medal 40-lecia Polski Ludowej (1984)
- Złota Odznaka za Zasługi dla województwa wrocławskiego (1983)